# فيدران بوسنيتش
فيدران بوسنيتش مواليد 4 يونيو 1976 في سراييفو، جمهورية يوغوسلافيا الاشتراكية الاتحادية، هو مدرب كرة سلة بوسني ولاعب معتزل. يدرب في الدوري البلجيكي لكرة السلة الدرجة الأولى. اعتزل اللعب في 2008.

## روابط خارجية
- فيدران بوسنيتش على موقع كرة السلة الأوروبية.كوم (الإنجليزية)
- فيدران بوسنيتش على موقع بروبوليرز (الإنجليزية)